# Simone Pesce
Simone Pesce (ur. 10 lipca 1982 w Latinie) – włoski piłkarz występujący na pozycji pomocnika. Od 2011 roku gra w drużynie Novary.

## Kariera piłkarska
Simone Pesce jest wychowankiem zespołu Latina. Grał z nim w Serie D oraz Serie C2. W 2005 przeszedł na jeden sezon do Sassari Torres. Tutaj w Serie C1 rozegrał 30 spotkań i strzelił 3 gole.
W 2006 Pesce podpisał kontrakt z Ascoli. W Serie A zadebiutował przeciwko Atalancie. W sumie w Ascoli grał nieprzerwanie przez 3 sezony.
31 sierpnia 2009 zawodnik trafił do Catanii. W lidze włoskiej zdołał rozegrać jedynie 4 mecze. Na rundę wiosenną został wypożyczony z powrotem do Ascoli. Po sezonie wrócił do Catanii. W 2011 roku odszedł do Novary.